# Parhypochthonius pilosus
Parhypochthonius pilosus är en kvalsterart som beskrevs av Sandór Mahunka 1991. Parhypochthonius pilosus ingår i släktet Parhypochthonius och familjen Parhypochthoniidae. Inga underarter finns listade i Catalogue of Life.